# Bregenstedt
Bregenstedt is een plaats en voormalige gemeente in de Duitse deelstaat Saksen-Anhalt, en maakt deel uit van de Landkreis Börde.
Bregenstedt telt 569 inwoners.